# Крістін Куанс
Крістін Куанс (англ. Kristine Quance, 1 квітня 1975) — американська плавчиня.
Олімпійська чемпіонка 1996 року.
Призерка Чемпіонату світу з водних видів спорту 1994 року.
Переможниця Пантихоокеанського чемпіонату з плавання 1991, 1993, 1997 років.